# Šedivý úsvit
Šedivý úsvit (v anglickém originále Grey Dawn) je desátý díl sedmé série amerického animovaného televizního seriálu Městečko South Park.

## Děj
Southparkští důchodci způsobí mnoho autonehod. Proto jsou jim sebrány řidičské průkazy. To všechny důchodce zvedne ze židle a rozhodnou se, že se všichni vzbouří. Svolají asociaci amerických důchodců a začnou si brát jako rukojmí všechny obyvatele města, dokud nebudou splněny jejich požadavky na vrácení řidičáků.